# McDonald's Burnie Men's International 2003
Il McDonald's Burnie Men's International 2003 è stato un torneo di tennis facente parte della categoria ATP Challenger Series nell'ambito dell'ATP Challenger Series 2003. Il torneo si è giocato a Burnie in Australia dal 10 al 16 marzo 2003 su campi in cemento.

## Vincitori

### Singolare
Satoshi Iwabuchi ha battuto in finale  Paul Baccanello con il punteggio di 6–2, 6–3

### Doppio
Federico Browne /  Rogier Wassen hanno battuto in finale  Raphael Durek /  Alun Jones con il punteggio di 1–6, 6–3, 6–2